# São Domingos das Dores (kommun)
São Domingos das Dores är en kommun i Brasilien.   Den ligger i delstaten Minas Gerais, i den sydöstra delen av landet, 700 km sydost om huvudstaden Brasília. Antalet invånare är 5 396.
Följande samhällen finns i São Domingos das Dores:
- São Domingos das Dores

Omgivningarna runt São Domingos das Dores är huvudsakligen savann. Runt São Domingos das Dores är det ganska glesbefolkat, med 40 invånare per kvadratkilometer.